# 사카이 도시히코

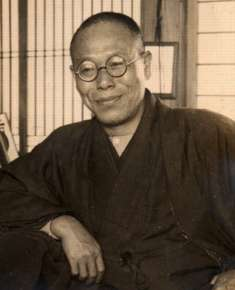

사카이 토시히코(일본어: 堺 利彦: 1871년 1월 15일[명치 3년 11월 25일] - 1933년 1월 23일)는 일본의 사회운동가, 사상가, 공산주의자, 저술가다. 호는 고천(枯川). 별명은 카이즈카 시부로쿠(貝塚 渋六).